# Ordfront
Ordfront är en svensk förening som registrerades 1974. Föreningen är  partipolitiskt och religiöst obunden med målet att verka "för en bred samhällsdebatt, demokrati och människors lika värde". Ordfront startade sin verksamhet 1969 och var tidigare ägare av Ordfront förlag. Föreningen ger ut tidskriften Ordfront magasin, är huvudman för Mänskliga Rättighetsdagarna, Nordens största konferens för mänskliga rättigheter, och för Demokratiakademin som omsätter demokratisk teori till praktik. Ordfront håller kurser i skrivande, framförallt krim, och inom ramen för MR-akademin erbjuder föreningen utbildningar mänskliga rättigheter. Föreningen har cirka 4000 medlemmar. 

## Historia
Ordfront bildades 1969 och var inledningsvis ett kollektiv i byn Barnhult utanför Eneryda i Kronobergs län. Ordfront var en fortsättning på U-aktionen som hade startat redan 1966 med demonstrationer utanför riksdagen och andra aktioner med kravet på 1 procent i bistånd till utvecklingsländerna. Inledningsvis handlade verksamheten främst om att trycka egna eller ge ut andras böcker.
En av de första stora framgångarna var Historieboken som, mestadels i serieform, skildrar världshistorien ur vänsterperspektiv. Boken skrevs och tecknades av Annika Elmqvist, Gittan Jönsson, AnnMari Langemar och Pål Rydberg. Boken gavs ut 1970 med nya upplagor 1978 och 2009. Boken har översatts till ett flertal språk och spritts runt om i världen.
På 70-talet förändrades delvis föreningens initiala, socialistiska inriktning och de nyligen antagna internationella konventionerna för mänskliga fri- och rättigheter blev istället riktlinje för verksamheten. Föreningen startade utbildningar i mänskliga rättigheter i folkbildningsanda. 
Under 90-talet tog Ordfront initiativ till nätverket Demokratiakademin och är sedan dess värd och huvudman för nätverket samt dess kansli. Ordfront uppvaktade flera olika högre lärosäten med syfte att få dessa att lyfta in mänskliga rättigheter i sin utbildning. Så småningom blev det baptisterna och Teologiska högskolan som nappade på idén och den första tvärvetenskapliga högskoleutbildningen i mänskliga rättigheter i Sverige kom till. Ordfront/Demokratiakademin satt under många år i ledningsgruppen för MR-utbildningen på högskolan. 
År 2000 arrangerades Mänskliga Rättighetsdagarna för första gången. Konferensen var ett initiativ från Ordfront/Demokratiakademin, Frivilligorganisationernas fond för mänskliga rättigheter, Utrikespolitiska institutet och Teologiska högskolan. Ordfront har sedan starten varit huvudarrangör och huvudman (ekonomiska och juridisk värd) för MR-dagarna, som sedan 2006 är ett årligen återkommande arrangemang vilket lockar närmare 5000 besökare årligen.
2011 sålde föreningen Ordfront förlaget till Alfabeta. 

## Tidskrifter
- Ordfront magasin, Sveriges största månadsmagasin för kultur- och samhällsfrågor med drygt 90 000 läsare. Man presenterar sig med uttryck som andra perspektiv än den borgerligt dominerade pressens och en röst från annat håll än de koncernägda mainstreammedierna från olydiga och självständigt tänkande skribenter.
- Galago, serietidning utgiven sedan 1980, presenterar sig som antologi för vuxenserier och illustrerade noveller. Publiceras av Ordfront sedan 1998.

### Tidigare tidskrifter
Föreningen Ordfront gav tidigare ut nedanstående tidningar, men sålde under 2006 av dem för att renodla verksamheten.
- Lyrikvännen, medlemstidskrift i FIB:s lyrikklubb, utgiven sedan 1954, ägs sedan 2020 av David Zimmerman och Anna Lundvik.[3]
- Grönköpings Veckoblad, en skämttidning startad 1902, utgavs en tid av Ordfront med tio nummer per år. Numera utges tidningen av Lind & Co.[4]
- Nya Söndagsnisse Strix blev 2003 egen tidskrift efter att sedan 1999 ha varit en bilaga i Grönköpings Veckoblad. (Jämför den ursprungliga Söndagsnisse-Strix som 1902 startade Grönköpings Veckoblad som bilaga i Söndags-Nisse). Nya ägaren Lind & Co har sedan dess slutat ge ut tidningen.[5]

## Afrikas röst
Afrikas röst var ett litterärt pris som instiftades 1998, på initiativ av Ordfront, i samband med Henning Mankells 50-årsdag. Priset är på 100 000 svenska kronor och har som syfte att främja afrikansk litteratur i Sverige.

### Pristagare
- 1999 – Yvonne Vera (Zimbabwe)[7]
- 2002 – José Craveirinha (Moçambique)